# Klaas Siekman

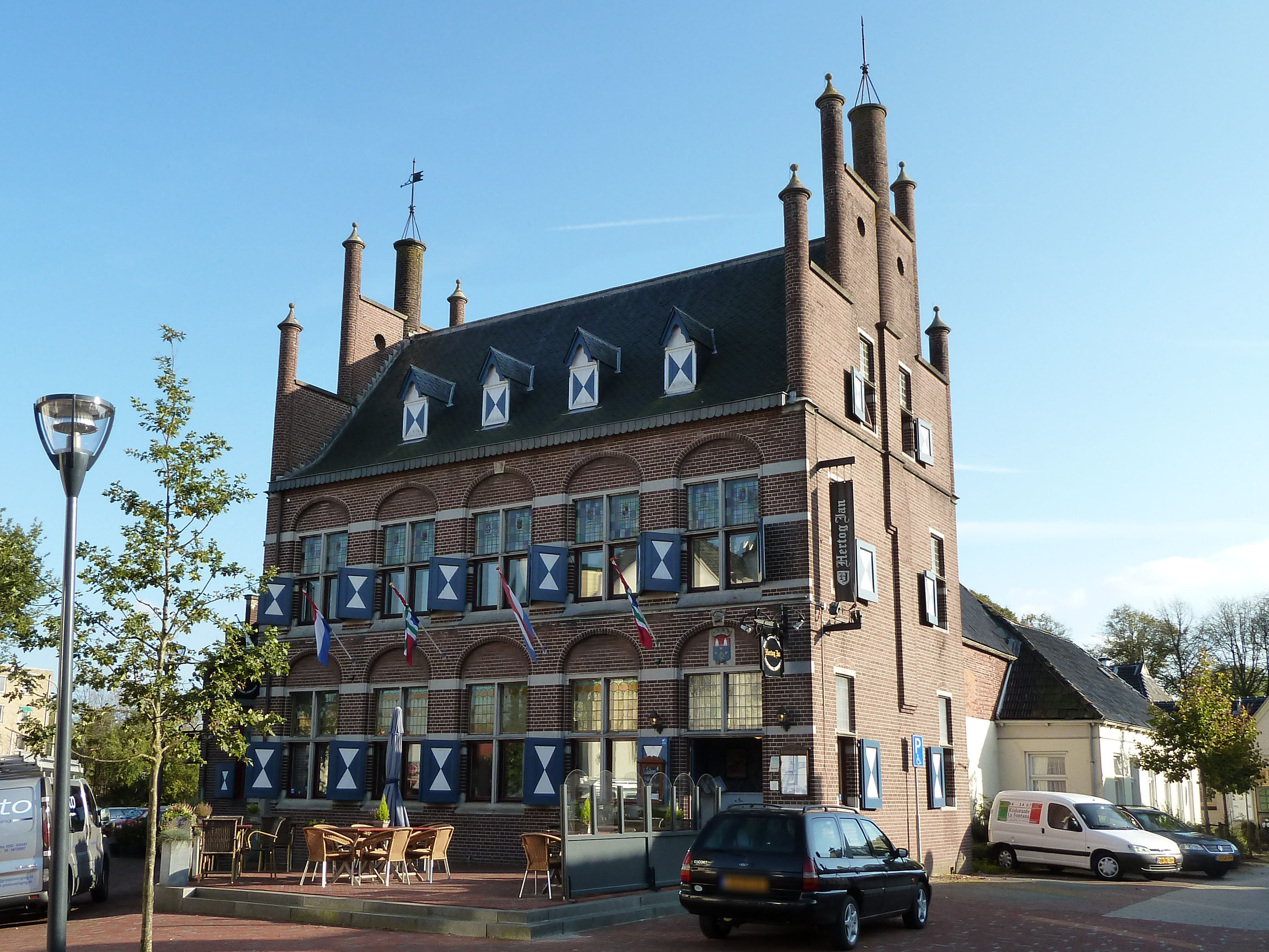
Voormalig gemeentehuis (1915), Zuidhorn (2010)

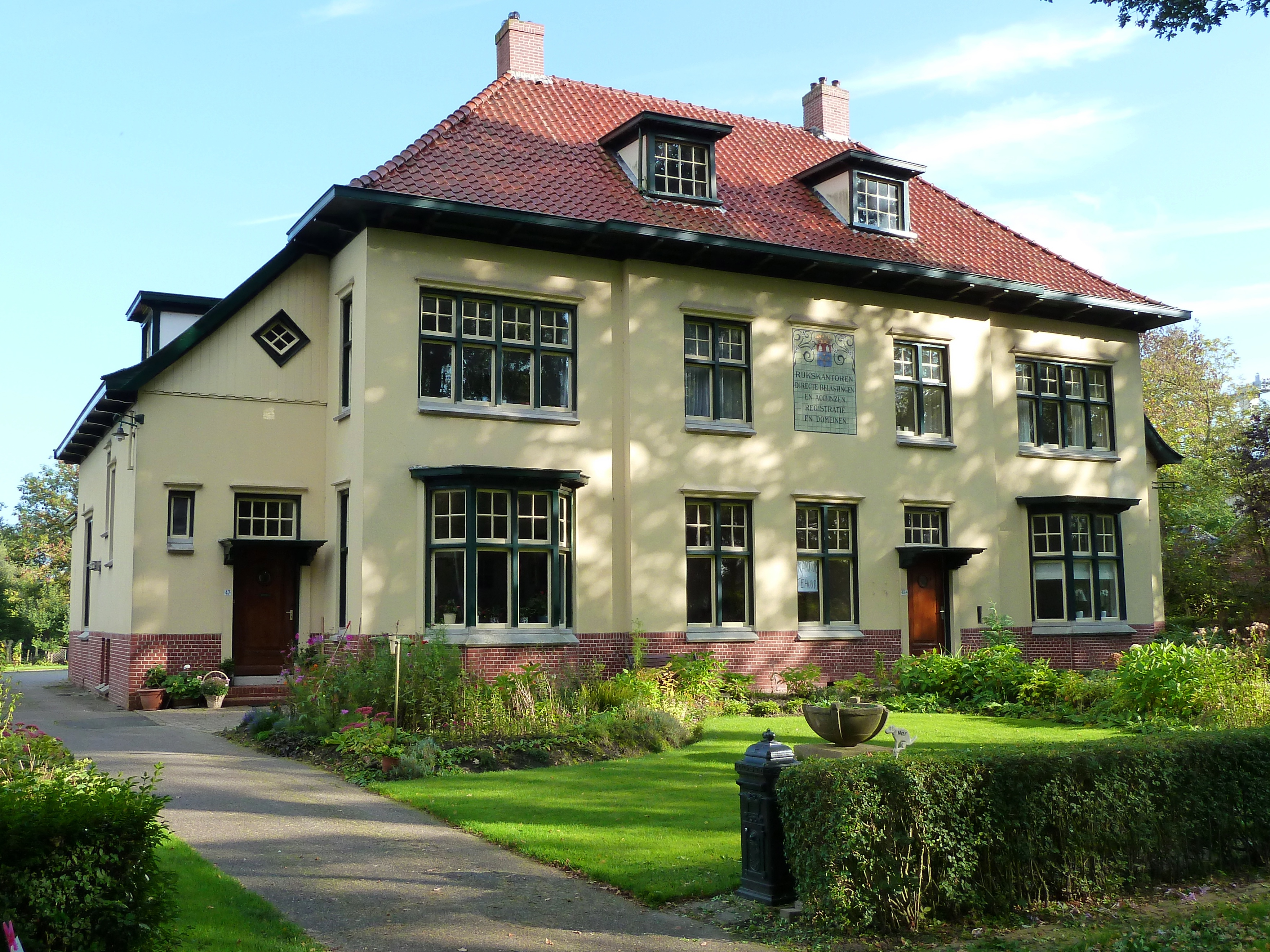
Voormalig belastingkantoor (1919), Zuidhorn (2010)

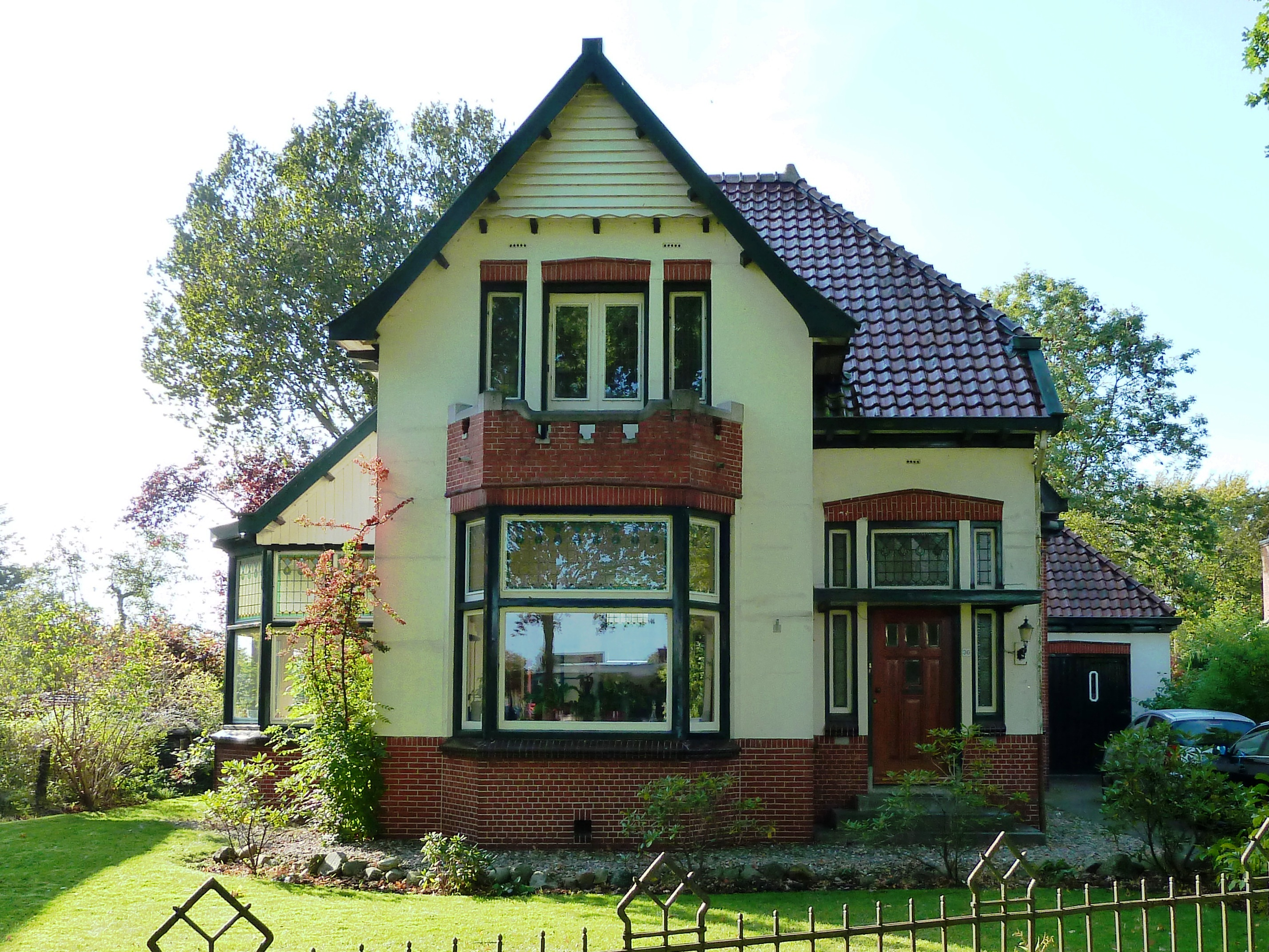
Woonhuis (1922), Zuidhorn (2010)

Klaas Siekman (Hoogkerk, 18 juli 1878 - Zuidhorn, 14 december 1958), ook wel K. Siekman Azn. genoemd, was een Nederlandse architect. Zijn werk is vooral te vinden in het westelijke deel van de provincie Groningen.

## Leven en werk
Klaas Siekman, een zoon van de timmerman Arend Siekman (1841-1932), werkte vanuit Zuidhorn, waar hij gelijktijdig zelfstandig architect, gemeente-architect en ambtenaar Bouw- en Woningtoezicht was. Bovendien was hij als waterbouwkundige in dienst bij het waterschap Westerkwartier. Ook bekleedde Siekman vanaf de oprichting in 1908 tot 1943 het directeurschap van de Openbare Vakteekenschool in Zuidhorn, die huisde in een door hemzelf ontworpen pand.
Siekmans werk had vooral een eclectisch karakter. Zijn vroege ontwerpen laten een voorliefde voor de art nouveau zien, maar later maakte hij ook gebruik van elementen uit de stijl van de Amsterdamse School. Tot zijn bekendere werken behoren de gemeentehuizen van Grijpskerk (1913) en Zuidhorn (1916), waarvan het laatste overigens een vrijwel letterlijke kopie is van de in 1956 afgebroken laat-middeleeuwse Hoofdwacht op de Grote Markt in Groningen. Verder ontwierp hij - niet zelden voor renteniers - een groot aantal woonhuizen, zowel in Zuidhorn als in onder andere Grijpskerk, Noordhorn en Oldehove. Verder tekende hij arbeiderswoningen in Bedum (1915) en Hoogkerk (1919-'20). Verschillende ontwerpen van Siekmans hand zijn aangewezen als rijksmonument. Dat geldt ook voor de villa Linea Recta in Zuidhorn (1925), die werd ontworpen door L.C. van der Vlugt (1894-1936) en waarvan Siekman uitvoerend architect was. Het pand geldt als het oudste voorbeeld van het nieuwe bouwen in de provincie Groningen.
Klaas Siekman is in december 1958 op 80-jarige leeftijd te Zuidhorn overleden.

## Werken (selectie)
- 1908: Openbare Vakteekenschool, Zuidhorn[1]
- 1909: Directeurswoning zuivelfabriek, Grijpskerk[2]
- 1910-'11: Rentenierswoning met aangebouwd koetshuis, Zuidhorn[3]
- 1911: Woonhuis, Noordhorn[4]
- 1912: Hervormde pastorie, Oldehove[5]
- 1913: Gemeentehuis, Grijpskerk[6]
- 1914: Woonhuis, Zuidhorn[7]
- 1915: Arbeiderswoningen met schuurtjes, Bedum[8]
- 1915: Rentenierswoning Zonnehof, Grijpskerk[9]
- 1916: Gemeentehuis, Zuidhorn[10]
- 1919: Belastingkantoor met twee dienstwoningen, Zuidhorn[11]
- 1919-'20: Arbeiderswoningen in de Suikerbuurt, Hoogkerk[12]
- 1922: Woonhuis met aangebouwd koetshuis, Zuidhorn[13]
- 1925: Villa Linea Recta (uitvoering van een ontwerp van L.C. van der Vlugt), Zuidhorn[14]
- 1934: Hervormde pastorie, Sebaldeburen[15]
- 1937-'38: Uitbreiding gemeentehuis, Zuidhorn[10]